# Caryota rumphiana
Caryota rumphiana  es una especie perteneciente a la familia de las palmeras (Arecaceae).  Es originaria de Filipinas, Sulawesi, Molucas, Nueva Guinea, Islas Salomón, archipiélago de Bismarck.

## Descripción
Sus hojas tienen una forma de cola de pez característico y sus flores han sido descritas como una mopa. Inusual para una palma, florece una sola vez y luego muere.

## Taxonomía
Caryota rumphiana fue descrito por Carl Friedrich Philipp von Martius y publicado en Hist. Nat. Palm. 3: 195 1838.
Etimología
Caryota: nombre genérico que deriva de la palabra griega: karyon que significa nuez.
rumphiana: epíteto
Sinonimia:
- Caryota rumphiana var. moluccana Becc.
- Caryota rumphiana var. papuana Becc.[1]